# ولاية وان العثمانية
ولاية وان وهي إحدى ولايات الدولة العثمانية والتي تغطي اليوم إجزاء من أراضي فيما يعرف اليوم جنوب شرق تركيا وكانت ولاية وان في القرن العشرين تشغل مساحة (39,000 كم مربع) .

## التقسيمات الإدارية[2]
1. سنجق وان
2. سنجق هكاري